# Trenčianske Stankovce
Trenčianske Stankovce je naseljeno mjesto u okrugu Trenčín u  Trenčínskom kraju u Slovačkoj.

## Stanovništvo
| Godina:     | 1993. | 2003.    | 2013.   | 2023.   |
| ----------- | ----- | -------- | ------- | ------- |
| Broj ljudi: | 2672  | 2957     | 3143    | 3435    |
| Razlika:    |       | +10,66 % | +6,29 % | +9,29 % |

| Godina:     | 2022. | 2023.   |
| ----------- | ----- | ------- |
| Broj ljudi: | 3434  | 3435    |
| Razlika:    |       | +0,02 % |

Prema podacima o broju stanovnika iz 2023. godine naselje je imalo 3435 stanovnika.

## Vanjske poveznice
|  | Zajednički poslužitelj ima još gradiva o temi Trenčianske Stankovce |

- Službena stranica naselja (sl.)